# VT320

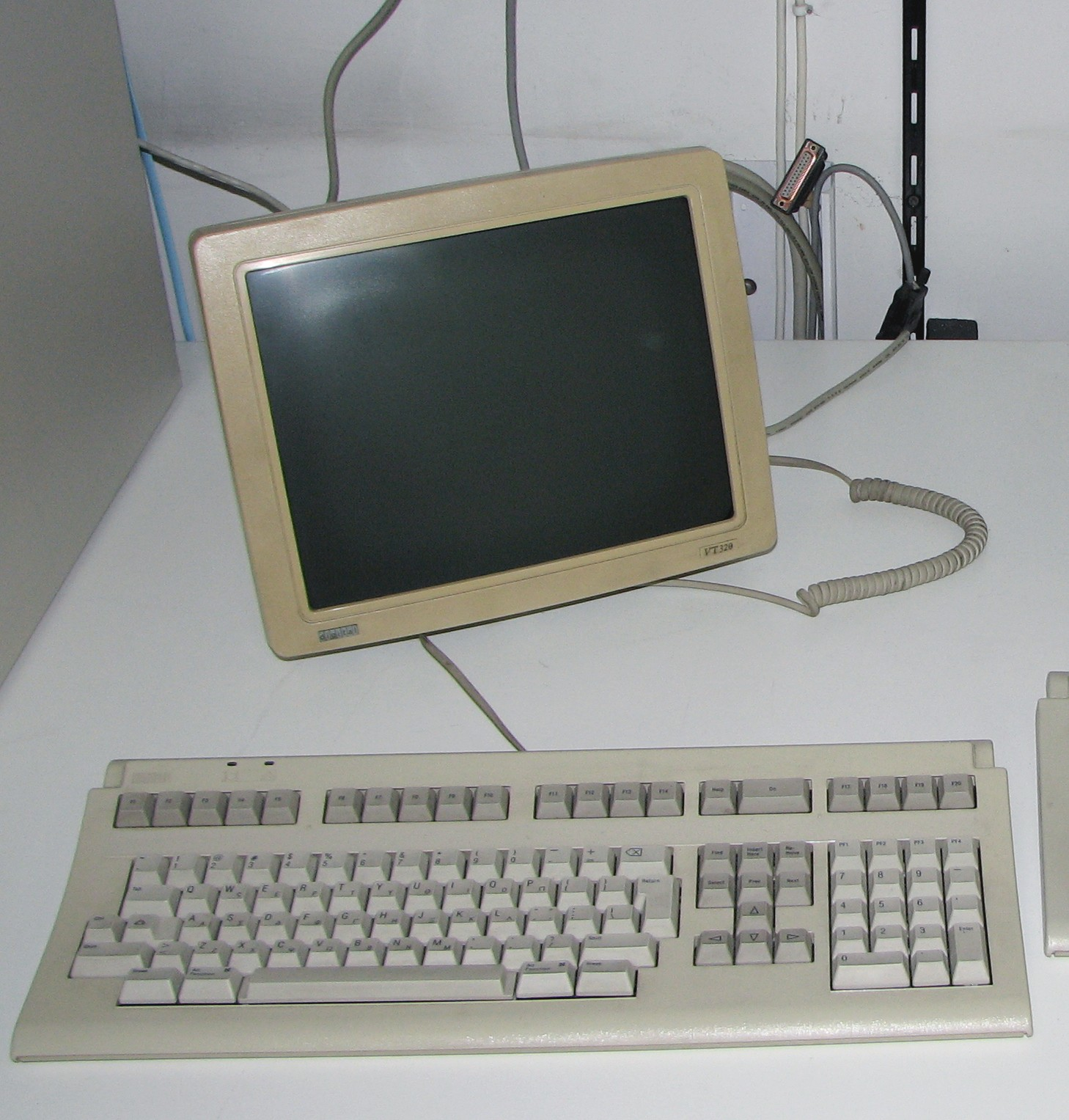
VT320

De VT320 is een ANSI-standaard 14 inch (35,5 cm) CRT-gebaseerde computerterminal die in 1987 door Digital Equipment Corporation (DEC) werd geïntroduceerd. De VT320 is de versie met alleen tekst, de VT330 voegt monochrome grafische mogelijkheden toe en de VT340 deed hetzelfde in kleur.
De VT300-serie verving de eerdere VT200-serie als een goedkoper systeem dat beter kon concurreren met een aantal VT220-klonen, waaronder de populaire WY-60 van Wyse. De VT320 introduceerde een aantal nieuwe functies ten opzichte van zijn voorganger. Dankzij een grote toename van het beschikbare RAM-geheugen kon de VT320 verschillende pagina's met gegevens lokaal opslaan en die volledig binnen de terminal bewerken. De gebruiker kon op en neer scrollen tussen een drietal pagina's, bewerkingen uitvoeren en vervolgens alle wijzigingen in één handeling naar de computer sturen.
Zoals alle terminals van DEC beschikte ook de VT300-serie over een VT100- en VT52-modus om eerdere modellen te emuleren.
De VT320 werd in 1990 vervangen door de VT420, maar de VT330 en VT340 bleven in productie totdat alle modellen in 1994 werden vervangen door de VT500-serie.